# Ritratto d'uomo malato
Il Ritratto d'uomo malato è un dipinto a olio su tela (81x60 cm) attribuito a Tiziano, databile al 1515 e conservato negli Uffizi di Firenze.

## Storia
L'opera reca l'iscrizione "MDXIIIII AN. ETATIS XXI", cioè 1515, età dell'uomo 21 anni. Si conosce la storia del dipinto da quando era nelle collezioni del cardinale Leopoldo de' Medici, alla cui morte confluirono nelle raccolte granducali e quindi agli Uffizi e agli altri musei di Firenze.
Negli inventari più antichi, fino al 1769, è attribuito a Leonardo, poi a Sebastiano del Piombo (1797) e alla cerchia di Lorenzo Lotto (1880, 1890). Adolfo Venturi e Berenson fecero i nomi di Sebastiano del Piombo, Pallucchini quello di Vittore Belliniano. Tiziano venne chiamato in causa per la prima volta da Salvini, seguito poi da Suida e Paolo dal Poggetto, il quale lo sottolineò decisamente grazie anche al restauro del 1975 che rivelò l'alta qualità dell'opera.
Il soggetto raffigurato nel ritratto è il protagonista di un  racconto di Giovanni Papini intitolato L'ultima visita del gentiluomo malato (dalla raccolta di tredici racconti Il tragico quotidiano del 1906). Tale racconto fu a sua volta inserito da Jorge Luis Borges nel volume del Libro di sogni, per la collana da lui diretta La Biblioteca di Babele.

## Descrizione e stile
Su uno sfondo scuro, olivastro, un uomo si staglia a mezza figura col busto leggermente verso destra e il volto ruotato di tre quarti a sinistra. Indossa una berretta nera, un ampio mantello con pelliccia e guanti, con le mani appoggiate su un ipotetico parapetto all'altezza del bordo inferiore. Come tipico della moda cinquecentesca ha la barba lunga e i baffetti, che con la capigliatura nera folta incornicia il volto. L'espressione malinconica e la carnagione chiara, unita a un certo senso di inquietudine, hanno fatto nascere il titolo ideale dell'"uomo malato", in realtà privo di reale fondamento.
Un tentativo di identificazione con Claudio Tolomei, proposto dal Galanti, non ha avuto seguito.